# 穆瓦洛省
穆瓦洛省（Mwaro Province） 是布隆迪17个省之一。是最新成立的省。它的首府是穆瓦洛。2002年（一说1999年1月20日）从穆拉姆维亚省划出独立成省。土地面积840平方公里。人口229013人。

## 经济
经济作物包括茶、咖啡、香蕉、小麦、苹果、马铃薯和甘薯。还有畜牧业。

## 教育
入学率是全国最高，知识分子比例全国最高。2004年建立穆瓦洛大学。

## 健康
有肺结核专科医院。
03°30′43″S 29°41′57″E / 3.51194°S 29.69917°E